# Thomas Seymour
Thomas Seymour (c. 1508 - 1549. március 20.) VIII. Henrik harmadik feleségének, Jane Seymournak az egyik bátyja. A Seymour család befolyása a királyi udvarban akkor nőtt meg leginkább, amikor nővérük életet adott Henrik egyetlen törvényes fiának, Eduárd trónörökösnek. 
A király 1547-ben bekövetkezett halála után testvérét, Sir Edward Seymourt nevezték ki Anglia régensévé, miközben Thomas feleségül vette a király özvegyét, Parr Katalint, ennek folytán pedig további jelentős birtokokhoz jutott. Nem sokkal azután, hogy Katalin belehalt egyetlen lányuk születésébe, azt tervezte, hogy megkéri VIII.Henrik kisebbik leányának, Erzsébet hercegnőnek a kezét, ám ez már nem következett be, 1549-ben Seymourt árulás vádjával lefejezték.